# Anisodes complectaria
Anisodes complectaria är en fjärilsart som beskrevs av Heinrich Benno Möschler 1886. Anisodes complectaria ingår i släktet Anisodes och familjen mätare. Inga underarter finns listade i Catalogue of Life.